# Slaget vid Narva
Slaget vid Narva var ett fältslag som utkämpades vid staden Narva i nordöstra Estland den 20 november 1700 (enligt svenska stilen; 19 november enligt julianska kalendern och 30 november enligt gregorianska). Det var ett av de största slagen under stora nordiska kriget mellan 1700 och 1721, och stod mellan en svensk armé under befäl av kung Karl XII och en rysk armé under befäl av fältmarskalk Charles Eugène de Croÿ.
I februari 1700 inleddes kriget när en allians mellan Danmark-Norge, Sachsen-Polen och Ryssland anföll Sveriges allierade Holstein-Gottorp och de svenska östersjöprovinserna. Det danska hotet avvärjdes efter en svensk landstigning på Själland och den påföljande freden i Traventhal, vilket gav svenskarna tillfälle att undsätta Narva, som hotades av en rysk armé på 37 000 soldater. Den ryska armén belägrade staden i september 1700, varvid man byggde en befäst inneslutningsvall, bestyckad med artilleri, runt staden till skydd mot svenska undsättningsförsök och gjorde stormningsförsök mot den närliggande svenska fästningen Ivangorod.
I oktober landsteg Karl XII i Pernau och samlade en armé på omkring 10 500 soldater, och efter en lång och mödosam marsch anlände svenskarna till Narvas utkanter. Den 20 november beordrade Karl XII sina trupper att omedelbart anfalla den ryska befästningsvallen. Med hjälp av en snöstorm och med vinden i ryggen, vilken samtidigt blåste ryssarna i ansiktet, anföll svenskarna den ryska försvarslinjen på två avsnitt, vilket skapade stor oordning i de ryska leden. Efter en vild flykt undan svenskarna valde den ryska armén att kapitulera, och efter underhandlingar fick de avtåga tillbaka till Ryssland. Omkring 9 000 ryska soldater stupade och hela den ryska arméledningen tillfångatogs, medan de svenska förlusterna uppskattades till runt 1 900 soldater.
Slaget slutade med en stor triumf för Sverige, och den ryska krigsmakten blev närmast immobiliserad. Med det ryska hotet avvärjt kunde svenskarna vända sin uppmärksamhet mot Sachsen-Polens trupper. Tsar Peter I tog lärdom av slaget och kom att på nytt bygga upp den ryska krigsmakten, som senare kom att erövra Narva år 1704 och under sommaren 1709 besegra Karl XII:s armé i slaget vid Poltava.

## Bakgrund
Under 1600-talet hade Sverige efter åtskilliga krig mot sina grannländer växt till att bli en av Europas främsta stormakter. Man styrde över stora delar av Östersjöns territorium, inklusive samtliga provinser runt Finska viken, vissa provinser i norra Tyskland och tidigare dansk-styrda provinser i dagens södra och västra Sverige. Kung Karl XI dog i april 1697, och han efterträddes av sin son som i december samma år kröntes till Karl XII. Då kungen var relativt ung och oerfaren, såg Sveriges grannländer sin chans att återerövra de territorier som förlorats till Sverige, och skapade en trippelallians bestående av dels Polsk-litauiska samväldet och kurfurstendömet Sachsen, båda under ledning av kung August II, dels Danmark-Norge under kung Fredrik IV, och dels Ryssland under tsar Peter I. Initiativet till denna allians togs av August II, vars mål var att underkuva Livland som gått förlorat till Sverige efter freden i Oliwa 1660. Detta menade August skulle möjliggöra för honom att konsolidera sin makt i Polen. Peter I gjorde anspråk på Ingermanland, som tillfallit Sverige efter freden i Stolbova 1617, men var sedan 1686 involverad i stora turkiska kriget mot Osmanska riket. Peter ansåg sig vara tvungen att avsluta detta krig innan han kunde starta krig med Sverige. Danmark-Norge var i konflikt med hertigdömet Holstein-Gottorp, som låg söder om Danmark och som dessutom var allierat med Sverige.
Den 12 februari 1700 inleddes därmed stora nordiska kriget i och med att August II och hans sachsiska trupper korsade floden Düna och belägrade staden Riga i Livland, som försvarades av Livlands generalguvernör Erik Dahlbergh. Sachsarna erövrade den 14 februari Cobrons skans, och den 14 mars fästningen Dünamünde. I maj kom en svensk understödsarmé under befäl av general Otto Vellingk och generalmajor Georg Johan Maidel till Rigas undsättning, och efter en strid vid Jungfernhof tvingades de sachsiska trupperna att fly tillbaka mot polskt territorium. I juli samlades en större sachsisk armé under befäl av fältmarskalk Adam Heinrich von Steinau. Detta fick Maidel och Vellingk att retirera med sina trupper norrut. Riga belägrades på nytt och den 10 augusti bombarderades staden av sachsiska kanoner.
Samtidigt med August II:s första angrepp på Riga beordrade Fredrik IV sina danska trupper att invadera Holstein-Gottorp, och i mars samma år belägrade danskarna hertigdömets största fästning, Tönning. Karl XII beslutade att först avvärja det danska hotet. I maj undsattes fästningen Tönning av svenska trupper från de tyska provinserna, och av trupper från hertigdömet Lüneburg, och man tvingade därmed danskarna att avbryta belägringen. I södra Sverige samlades en armé som skulle invadera Danmark. Med hjälp av en engelsk-nederländsk flotta kunde den svenska flottan tvinga den danska flottan till reträtt mot Köpenhamn, som bombarderades av de samverkande flottorna mellan 21 juli och 27 augusti. Den 25 juli landsatte Karl XII en svensk armé vid Humlebæk på Själland, och denna jagade bort de danska försvararna för att därefter marschera mot Köpenhamn. Detta plötsliga anfall och trycket från de två sjömakterna tvingade Danmark-Norge att dra sig ur kriget den 8 augusti 1700 under freden i Traventhal.

### Belägringen av Narva
Efter att Ryssland slutit fred med Osmanska riket i juli 1700 och erövrat flera fästningar vid Svarta havet, hade tsar Peter I fria händer att förklara krig mot Sverige. Detta gjorde han i augusti samma år. Den 12 september marscherade ryska trupper över gränsen till Ingermanland, i mening att inta den strategiskt viktiga svenska utposten Narva i Estland. Den befästa staden styrde över Ingermanland, och försvarades av de svenska fästningarna Hermannsborg och Ivangorod, vilka åtskildes av Narvafloden. Staden hade från 1690-talet till början av år 1700 förstärkts med sju av nio planerade bastioner, samt befästs med ytterligare 227 kanoner. Narvas och Ivangorods gemensamma garnison bestod av 1 800 man under ledning av Narvas kommendant, överste Henning Rudolf Horn. Före ryssarnas frammarsch hade Horn, med hjälp av svenska handelsagenter i Ryssland och svenska och utländska köpmän, kunnat organisera en underrättelsetjänst, där han fick fortlöpande rapporter om de ryska trupprörelserna – information som han senare rapporterade vidare till Karl XII. När ryska förtrupper närmade sig staden den 13 september skickade Horn sitt sista brev till Karl XII. Han beslöt att bränna ner Narvas och Ivangorods förstäder och lägga beslag på mat- och spannmålsförråden. Vid ett tillfälle lyckades den svenska garnisonen även lägga beslag på ryska vagnar som var lastade med förnödenheter. Den 14 september anlände Peter I åtföljd av generalmajor Ivan Buturlins trupper, och i början av oktober samlades hela den ryska armén utanför Narva. Armén bestod av mellan 35 000 och 38 000 soldater. Den var indelad i tre armékårer, vilka var för sig leddes av general Avtonom Golovin, general Adam Weide och furst Anikita Repnin. Överbefälhavare var fältmarskalk Fjodor Golovin, med general Boris Sjeremetev som befälhavare över kavalleriet, prins Alexander av Imeretien som befälhavare över artilleriet, och den sachsiska generallöjtnanten Ludwig Nicolaus von Hallart som chef för fortifikationen. Armén åtföljdes också av en stor skara män och kvinnor i trosstjänst.
Ryssarna byggde en inre och en yttre försvarslinje utanför Narva. Den inre linjen, en kontervallationslinje, sträckte sig i en halvcirkel från norr till söder om staden, och hade till avsikt att skydda ryssarna i händelse av svenska utfall från staden. Den yttre linjen, en cirkumvallationslinje, var en befästningsvall som var 2,5 meter hög och över 7 kilometer lång. Nära mitten av de båda försvarslinjerna byggdes det ryska fältlägret av förtruppernas befälhavare furst Ivan Trubetskoj. Cirkumvallationslinjen skyddades av vallgravar och spanska ryttare, och båda linjerna förstärktes av redutter, varav den största kallades för Rathshof. Från kontervallationslinjen grävde ryssarna vinklade löpgravar som för var dag kom närmare Narvas murar. Tsar Peter lät inrätta sitt högkvarter på ön Kamperholm nordväst om Narva.
Under natten mellan 19 och 20 oktober började ryssarna att med 146 kanoner, 25 mörsare och 44 000 artilleriprojektiler bombardera Narva. Den 21 oktober följdes detta av ett stort artillerianfall som pågick i 12 timmar, och av smärre bombardemang under de följande dagarna tills det uppstod brist på ammunition. Dessa beskjutningar besvarades av den svenska garnisonen med dess egna kanoner. De ryska kanonkulorna gjorde stora skador på staden, men inte i den utsträckning som ryssarna hade hoppats på. De ryska kanonerna var av olika kaliber och av äldre modeller, vilket gjorde att kanonkulorna inte passade i alla kanoner. När ryssarna fick underrättelser om Karl XII och hans svenska huvudarmés landstigning vid Pernau i slutet av oktober, beslutade de att storma Ivangorod. På natten den 8 november gjorde ryssarna tre stormningar mot fästningen, men samtliga slogs tillbaka, och en svensk kavalleristyrka genomförde ett framgångsrikt utfall där man rev upp en rysk löpgrav. Som straff för de misslyckade stormningsförsöken lät Peter hänga 70 soldater; var tionde man som deltog i anfallen.
I samband med belägringen gjorde ryssarna plundringståg i östra Wierland, där man brände ner gårdar och byar och mördade och tillfångatog civilpersoner. Detta gjorde man för att förhindra den svenska huvudarmén från att komma åt förnödenheter och hästfoder från området. När rapporter anlände om att en stor armé under Karl XII:s ledning närmade sig Narva, övervägde ryssarna att skicka ut belägringsarmén för att möta honom på öppet fält, något som dock aldrig skedde. Den 19 november beslöt Peter I att tillsammans med Fjodor Golovin lämna belägringsarmén och bege sig till Pskov. Han överlämnade befälet över armén till hertig Charles Eugène de Croÿ, som motvilligt åtog sig uppdraget att fortsätta belägringen tills de ryska trupperna förstärkts med fler trupper, mer ammunition och fler kanoner.

### Uppmarschen mot Narva

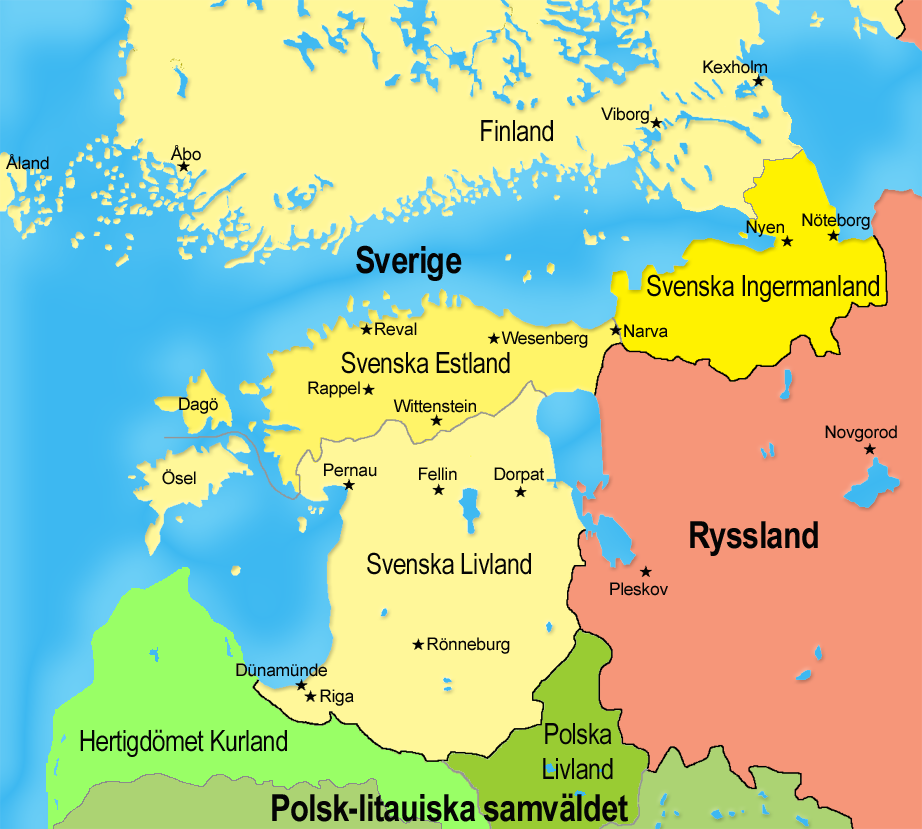
Karta över de svenska provinserna Livland, Estland och Ingermanland.

Efter Danmarks kapitulation och utträde ur alliansen, förbereddes den svenska huvudarmén för att överskeppas till den baltiska krigsskådeplatsen. Detta verkställdes i början av oktober när Karl XII och hans trupper skeppades från Karlshamn till Pernau. Vissa trupper landsattes på Ösel och andra i Reval. När August i början av september erhöll nyheten om den svenska landstigningen beordrade han att belägringen av Riga skulle avbrytas. Han sökte sig tillbaka till Kurland, eftersom han fruktade ett svenskt anfall. Med hotet mot Riga avvärjt kunde Karl XII vända sin huvudarmé mot Narva. Han skickade ett brev till Narvas kommendant Horn, ett brev som dock aldrig kom fram till honom.
| ”                                                  | "Vi ärna i morgon uppbryta härifrån och med allra första infinna oss där i nejden med en så stark militie, som näst Guds hjälp, nog skall vara vuxen att delogera [fördriva] bemälte patrask och tvinga den kanaljen att vika undan." | „ |
| – Karl XII, utdrag ur hans brev skickat till Horn. | |   |

Huvudarmén lämnade Pernau den 16 oktober och anlände till Reval den 25 oktober. Samlingsplatsen för samtliga truppförband var Wesenberg öster om Reval, dit Vellingks trupper anlände i slutet av oktober och den svenska huvudarmén något senare. På grund av missväxt i Estland kunde huvudarmén inte förses med tillräcklig proviantering och med foder nog för hästarna.
I början av november skickades majorerna Georg Reinhold Patkul och Hans Henrik von Tiesenhausen ut från Wesenberg och med en trupp på 600 man skulle de stoppa de ryssar som härjade i området. Vid byarna Varja och Aa stötte de på en rysk styrka på 2 000 soldater från Sjeremetevs detachement, vilka gjorde motstånd inifrån husen. Dessa sattes då i brand av svenskarna, och flera ryssar brändes ihjäl medan återstoden tvingades till reträtt. Efter att svenskarna hade plundrat ryssarnas förnödenheter, anlände Sjeremetev med sitt kavalleri och anföll svenskarna, vilket i sin tur fick dem att retirera. Vissa svenskar tillfångatogs, däribland major Patkul. Från de tillfångatagna svenska soldaterna fick ryssarna kännedom om den svenska huvudarméns frammarsch, men svenskarna gav falska uppgifter om storleken på Karl XII:s armé, där de upprepade gånger nämnde att mellan 30 000 och 50 000 svenska soldater marscherade mot Narva.
Den 13 november lämnade Karl XII och hans huvudarmé på sammanlagt 11 000 man Wesenberg för vidare färd mot Narva. Inför färden tilldelades varje man fyra dagars ranson och uppmanades lämna kvar all överflödig materiel. Flera officerare var skeptiska till detta beslut. Man ville vänta på förstärkningar eftersom Narvas tillstånd var okänt, armén hade brist på proviant, och det gick rykten om att den ryska armén uppgick till uppåt 80 000 soldater. Den svenska huvudarmén som närmade sig Narva möttes av ett totalt skövlat landskap i östra Wierland. Hus och byar hade bränts ner, bönder hade mördats och gravarna på kyrkogårdarna hade öppnats och plundrats.
| ”                                                        | "De hade slagit sönder altaretavlan och alla de andra bilderna. Skåp, fönster och dörrar var sönderhugget. Klockaren i kyrkan låg där död på golvet; och voro näsan och öron avskurne samt tungan ur munnen och en hand, och var nupen med heta tänger uti kindbenen och armarna och benen, att han såg allt för ynkelig ut. Alla gravarna i kyrkan voro öppnade, och de döda utkastade lågo där omkring." | „ |
| – Olof Stiernhöök, kapten vid Livgardet, ur hans dagbok. | |   |

Den 17 november anlände svenska förtrupper under Maidels ledning till ån Pühhajoggis övergångsställe, som var avspärrat av Sjeremetevs kavalleri på 6 000 ryttare utskickade för att observera svenskarnas rörelser. När Karl XII anlände dit beordrade han förtrupperna att beskjuta ryssarna, och med list förde svenskarna fram kanoner, vilket fick Sjeremetev att dra sig tillbaka med sitt kavalleri. Huvudarmén kunde ta sig över ån, men under de två följande dagarnas marsch ansattes soldaterna och hästarna av svält och sjukdomar. Soldaterna hade svårt att sova på grund av massiva regn som förvandlade marken till lervälling. På eftermiddagen den 19 november stötte de svenska förtrupperna på ryska förposter, vilka svenskarna felaktigt uppfattade som hela den ryska armén och därför fick dem att inta stridsberedskap. När misstaget upptäcktes var det redan kväll och svenskarna slog läger vid godset Lagena, en och en halv mil från Narva.

## Slagordning

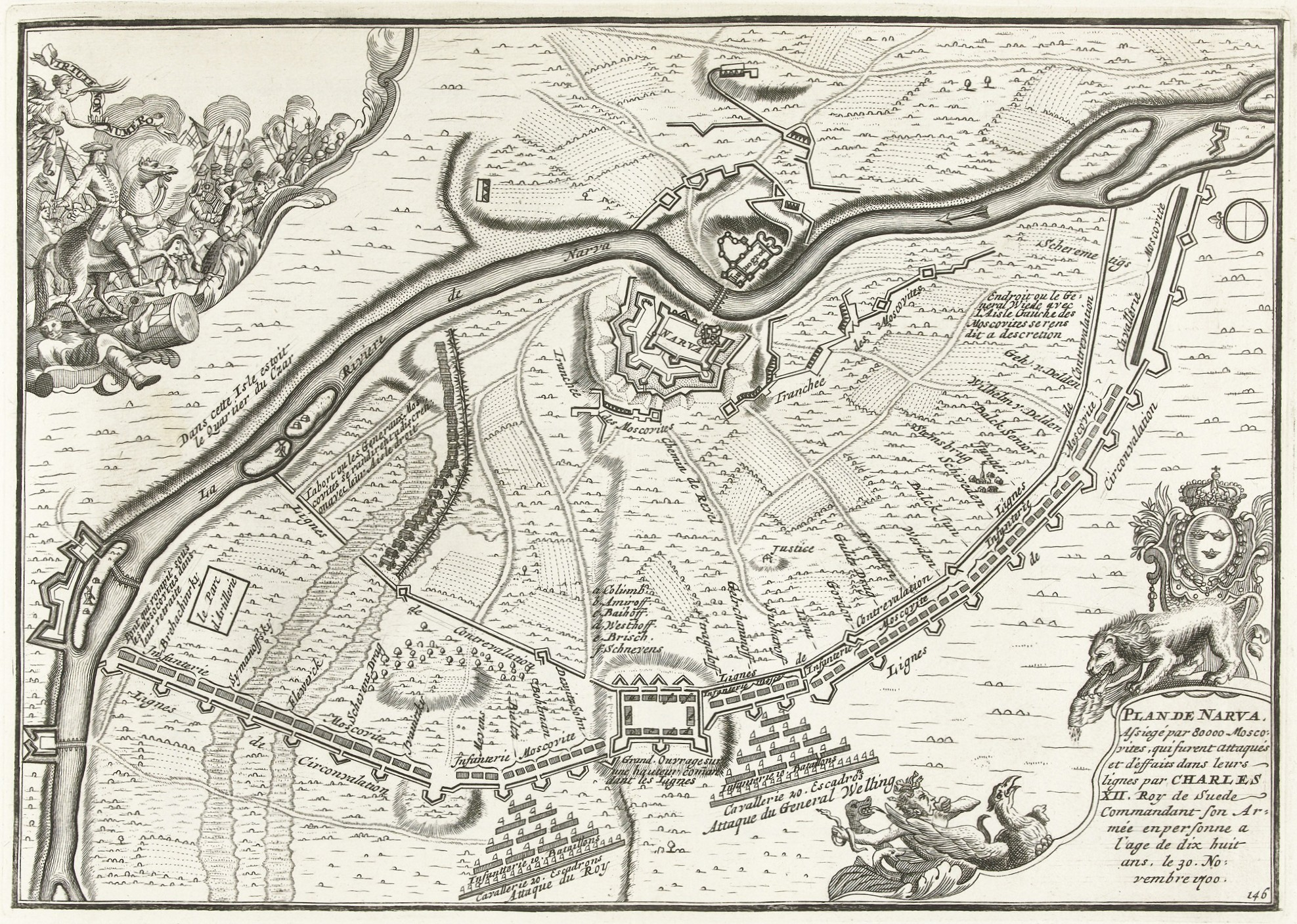
Fransk karta över den ryska befästningsvallen runt Narva och de svenska kolonnerna som anfaller den från två punkter. Gravyr (1702–1703) av Pieter Mortier.

### Förberedelser inför slaget
Under natten den 19 november tog sig en svensk spaningsgrupp, bestående av överste Bernhard Otto Rehbinder, kapten Carl Gustaf Örnestedt och ett antal fortifikationsofficerare, till den ryska befästningsvallen. De studerade de ryska befästningarna och deras placeringar och mätte vallgravarnas djup och befästningsvallens höjd. På morgonen den 20 november lämnade Karl XII och hans armé Lagena och klockan tio anlände man till Hermansberget, som låg cirka 1 kilometer från den ryska befästningsvallen. Generallöjtnant Carl Gustaf Rehnskiöld ledde armén. Tillsammans med generalkvartermästarlöjtnant Gerdt Ehrenschantz och artilleribefälhavaren Johan Siöblad gjorde han upp en stridsplan som var mycket enkel men aldrig skrevs ned. Den ryska armén hade lyckats stänga in sig själv i sin egen iordningställda befästningsvall runt Narva. Ryssarnas vänsterflygel saknade reträttväg österut på grund av Narvafloden, och den enda återstående flyktvägen gick genom den ryska högerflygeln över floden via Kamperholmsbron, en flottbro som var slagen från ön Kamperholm. Den svenska planen gick ut på att man skulle anfalla med två kolonner mot belägringsvallens mittersta del. När det var gjort skulle de två kolonnerna vika av åt var sitt håll och rulla upp den ryska försvarslinjen så att den ryska armén blev fången i två fickor mot Narvafloden.
Vissa svenskar hade i förväg tillverkat faskiner och stormningsstegar. De senare skulle användas för att ta sig över befästningsvallens vallgravar och de förra skydda från ryssarnas muskötkulor. Varje soldat tilldelades inför slaget 24 muskötkulor, och man satte fast halmstrån på sin hatt som igenkänningstecken. Det svenska fältropet löd: "Med Guds hjälp". För att utröna huruvida den svenska garnisonen fortfarande var vid liv, sköt det svenska artilleriet på Hermansberget dubbel svensk lösen, vilket garnisonen besvarade. Garnisonen i Narva skulle bistå Karl XII genom att beskjuta de ryska löpgravarna, och överste Horn skapade senare en förbindelse med general Vellingk.
Under tiden beordrade hertig de Croÿ sina trupper att göra sig stridsberedda, och inspekterade själv den ryska befästningsvallen. I samband med att han höll rådslag med sina generaler, började svenska kanoner att beskjuta den ryska befästningsvallen från Hermansberget. Elden besvarades av ryska kanoner. Något svenskt anfall kom dock inte. I stället lät svenskarna klockan ett på eftermiddagen förflytta sina trupper.

### Den svenska armén

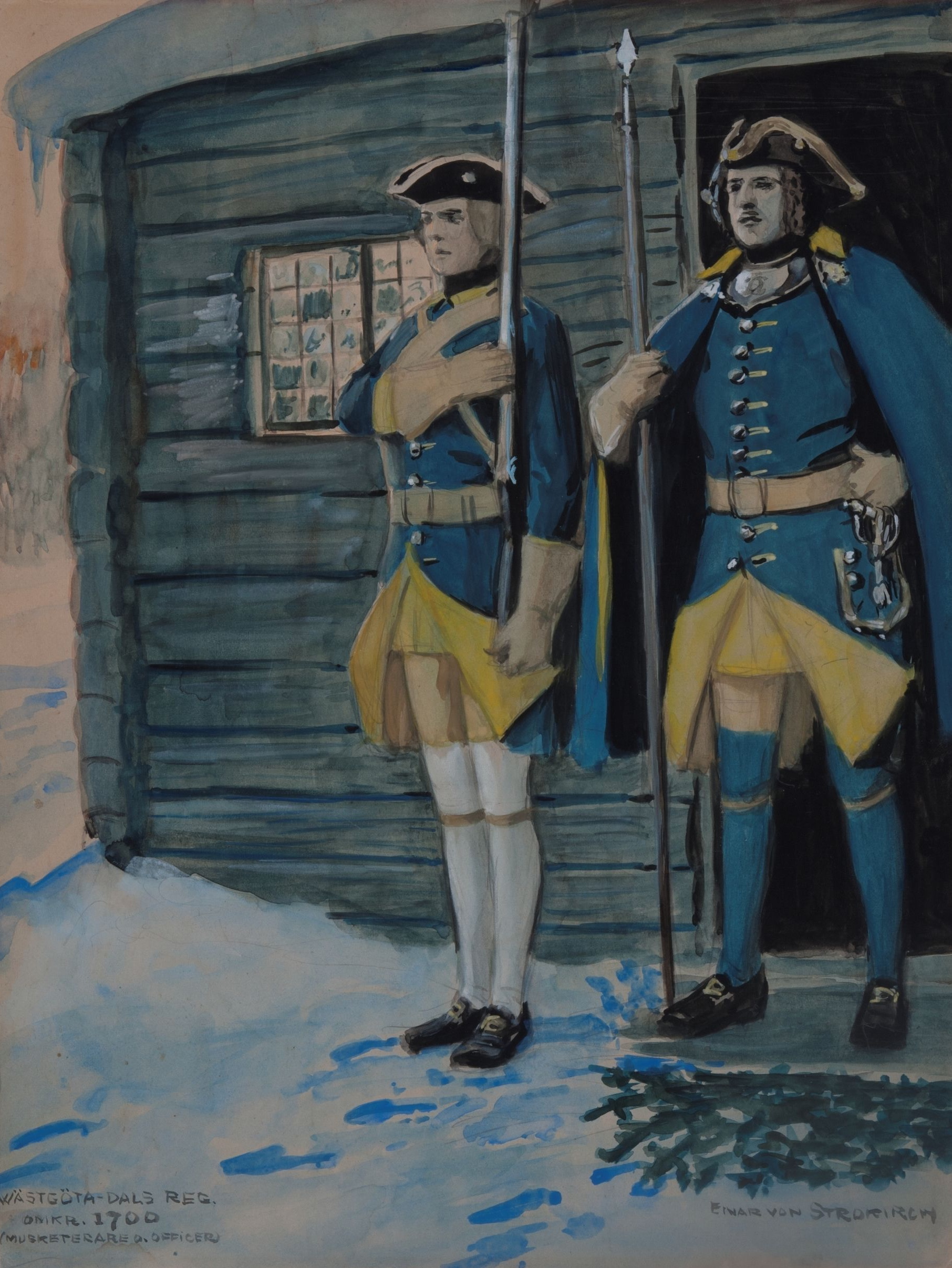
Officer och soldat vid Västgöta-Dals infanteriregemente cirka 1700. Illustration av Einar von Strokirch

Den svenska huvudarmén under Karl XII:s ledning bestod av sammanlagt 10 537 stridsdugliga soldater. Av dessa var 5 889 fotsoldater som främst stammande från Sverige, 4 314 ryttare som främst stammande från Finland, och 334 artillerister.
Armén som ämnade angripa ryssarna skulle delas i två kolonner, med fotsoldater framifrån och ryttare snett bakifrån. Den högra kolonnen under Otto Vellingks befäl bestod av 11 bataljoner med 2 998 fotsoldater under generalmajor Knut Göransson Posses befäl, och 24 skvadroner med 1 928 ryttare under general Bleckert Wachtmeisters befäl. De fick order om att anfalla Trubetskojs trupper vid det ryska fältlägret. Den vänstra kolonnen leddes av Rehnskiöld och var uppdelad i två grupper. Den vänstra av dessa grupper anförtroddes överste Magnus Stenbock, som fick uppdraget att med 2 bataljoner om 516 fotsoldater erövra redutten Rathshof och skära av ryssarnas reträttväg över Kamperholmsbron. Den högra gruppen under Maidels befäl bestod av 8 bataljoner med 2 375 fotsoldater, och 736 ryttare under Rehnskiölds direkta befäl. Här fanns också en kavallerireserv som bestod av 13 skvadroner med 1 650 ryttare och leddes av generalmajor Johan Ribbing. Den högra gruppen fick order om att anfalla befästningsvallen mellan Rathshof och det ryska fältlägret. Det svenska artilleriet hade till uppgift att ge understöd till de båda kolonnernas frammarsch och fördelades i två batterier: den vänstra kolonnen understöddes av 21 artilleripjäser under Siöblads befäl, och den högra kolonnen av 16 artilleripjäser under Gustaf Gabriel Appelmans befäl.
Den svenska armén vid Narva byggde på indelningsverket som hade byggts upp under Karl XI:s regeringstid, och soldaterna kallades för karoliner. Då soldaterna kom från samma region skapades ofta en stark gemenskap dem emellan, en gemenskap som ofta även fanns mellan soldater och officerare. En svensk bataljon bestod till en tredjedel av pikenerare, till två tredjedelar av musketerare och grenadjärer. Den svenska infanteritaktiken under stora nordiska kriget var mycket aggressiv och målet var att skapa ett övertag redan från början. Vanligtvis inleddes anfall med att svenskt infanteri marscherade mot fienden under total tystnad. Sjuttio steg från fienden gjordes halt och de bakre musketerarna öppnade eld, sedan ryckte man fram till 30 stegs avstånd då kommandot "Gå på, marsch!" gavs, varefter soldaterna störtade fram mot fienden med dragna värjor, pikar och bajonetter. Samma aggressiva taktik användes av det svenska kavalleriet, som med dragna värjor och i täta kilformade formationer skulle spränga fiendens linjer och jaga bort fotsoldaterna och ryttarna. Den psykologiska effekten av denna taktik i kombination med sträng disciplin och hög moral, gjorde den svenska armén till den bästa i Europa vid denna tid.

### Den ryska armén

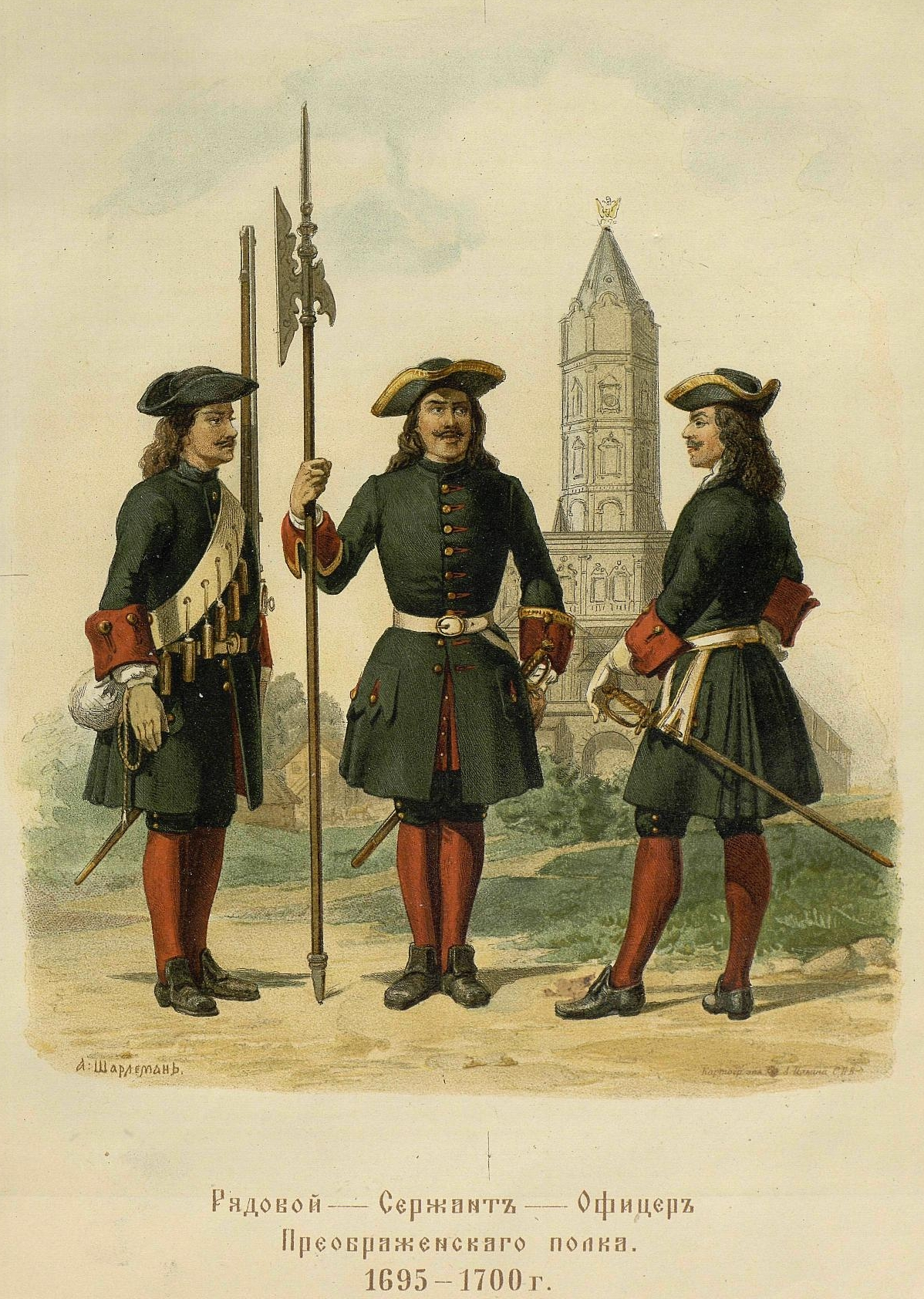
Soldat och officerare från det Preobrazjenska gardet, ett av den ryska arméns bäst tränade regementen. Illustration av Adolf Charlemagne.

Den ryska armén, under Charles Eugène de Croÿs ledning, bestod av omkring 24 000 soldater. Av dem var 23 950 fotsoldater och dragoner, cirka 6 000 ryttare, och 321 artillerister medförande 70 artilleripjäser. Utöver dessa fanns i Narvas belägringsverk med 125 kanoner också 4 000 man som försvarade sig mot ett utfall från Narvas garnison, samt 2 000 soldater som var sjuka. Hertigen de Croÿ hade därmed omkring 30 000 soldater och 195 kanoner till sitt förfogande.
Armén placerades längs en böjd försvarslinje som löpte från söder till nordväst om Narva. Centrum låg vid det ryska fältlägret och bestod av 3 747 man under ledning av Ivan Trubetskoj. I denna grupp ingick 3 669 fotsoldater och 78 artillerister med 17 artilleripjäser. Vänsterflygeln under Adam Weides befäl bestod av 17 383 man, varav 6 000 var ryttare under Sjeremetevs ledning, 128 var artillerister med 28 artilleripjäser, och 11 255 var fotsoldater och dragoner. Högerflygeln under Avtonom Golovins befäl bestod av 9 141 man, varav 115 var artillerister med 25 artilleripjäser, och 9 026 var fotsoldater och dragoner.
Sedan 1500-talet hade den ryska armén bestått av streltser, vilka var en sorts krigarskrå där soldaterna hade livstidskontrakt och som i fredstid även ansvarade för brandbekämpning och polisiära uppgifter, samt av bojarkavalleriet bestående av rysk adel. Artilleriet var speciellt eftersatt i jämförelse med dess västerländska motpart. Efter tsar Peters västerländska resa under 1690-talet hade många reformer genomförts. Ett par dragon- och infanteriregementen av värvad trupp hade satts upp efter västerländsk standard. Peters egna regementen, Preobrazjenskijregementet och Semjonovskijregementet, döpta efter de två byar som tsaren haft praktiska stridsövningar vid, hade befordrats till gardesregementen och utgjorde stommen i den ryska armén. Tillsammans med Limas regemente var både Preobrazjenskij- och Semjonovskijregementena elittrupper, med god utbildning och som innan belägringen vunnit krigserfarenhet i kriget mot osmanerna. Armén hade växt rekordartat: Flera nya artilleripjäser hade gjutits det senaste året, soldaterna var bra utrustade och en mängd utländska officerare hade anställts för att modernisera hären. Trots alla dessa förnyelser bestod Peters armé fortfarande till stor del av gamla streltser- och rytteriförband; många soldater hade ingen krigserfarenhet och på grund av språkbarriärerna hade de svårt att lita på de utländska officerarna.

## Slaget
De två svenska kolonnerna framryckte klockan två på eftermiddagen mot två punkter belägna nära mittpartiet av ryssarnas försvarslinje. När en snöstorm plötsligt blåste upp fick svenskarna vinden i ryggen, medan ryssarna fick den rakt emot sig, och med snön yrande i ögonen fick de svårt att se sina motståndare. De panikslagna ryssarna sköt i blindo med sina musköter och kanoner, medan de svenska grenadjärerna med god sikt avfyrade sina musköter på 30 meters håll och orsakade stort manfall i de ryska leden. Svenskarna drog därefter sina värjor och bajonetter, tog sig förbi vallgravarna med sina faskiner, rev ner de spanska ryttarna och anföll ryssarnas försvarslinje. Flera svenskar träffades av den därpå följande ryska försvarselden, men de kunde ändå bryta sig in i de ryska befästningarna och hugga ned de ryska försvararna.
| ”                                  | "De sköto starkt både med musköter och stycken men råkade ej mycket, utan allt gick över. Straxt vi kommo 30 steg, gåvo vi våra salvor, vilka, Gudi ära, gjorde bättre effekt, emedan de föllo som gräs. Därpå lupo vi straxt till värjan i hand och revo ner deras spanska ryttare samt gingo så in och massakrerade allt, som kom i vägen för oss. Och var det en alltför terrible massaker. De sköto starkt på oss igen och sköto ihjäl mycket vackert folk för oss." | „ |
| – Olof Stiernhöök, ur hans dagbok. | |   |

Eftersom den ryska försvarslinjen var hela 7 kilometer lång, kunde ryssarna inte utnyttja sin numerära överlägsenhet, och mönstrade färre eller lika många ryska trupper som de svenska kolonnerna. Den vänstra kolonnen med Ribbings ryttare och Maidels bataljoner anföll på bred front, medan Stenbocks trupper erövrade redutten Rathshof. Den högra kolonnen med Posses bataljoner anföll Trubetskojs trupper vid det ryska fältlägret. Detta skapade stor panik bland Sjeremetevs ryttare, vilka flydde och vadade över Narvafloden. Sjeremetev lyckades fly, men omkring 1 000 av hans ryttare drunknade i den starka strömmen.
Den ryska fronten klövs därmed i tre skilda delar och de svenska kolonnerna kunde snart vika av och rulla upp ryssarnas högra flygel. En stor del av trupperna på ryssarnas vänstra flygel flydde, åtföljda av trossen från Trubetskojs läger. Ryssarna försökte undkomma svenskarna genom att antingen spela döda eller fly över befästningsvallarna mot det öppna fältet, men drevs tillbaka av svenska ryttare, där även Karl XII med sina drabanter deltog i striden mot de flyende ryssarna. Det enda organiserade motståndet som svenskarna stötte på i den ryska vänsterflygeln var Weides division och Limas regemente, vilka dock höll sig passiva under striden, något svenskarna drog nytta av. Den ryska högerflygeln, tillsammans med delar av vänsterflygeln och trossen, försökte fly över Kamperholmsbron, men bron kunde inte bära den stora mängden ryska soldater och kollapsade. Hundratals ryssar föll ner i strömmen och drunknade, samtidigt som de besköts av svenska musketerare. Ryssarnas reträttvägar blev därför avskurna, dels av floden på sidorna, dels av de svenska trupperna framifrån och dels av Narvas fästning bakifrån. Det var vid detta tillfälle som ryssarna blev ursinniga på de utländska officerarna och började massakrera dem, inklusive delar av trossen. Detta fick de Croÿ och flera högre officerare att försöka fly mot Weides trupper. De blev dock upptäckta av Stenbock och tillfångatogs klockan fem på eftermiddagen.
| ”                 | "Förvirringen var våldsam och alla sprang i bestörtning liksom får som inte har någon herde. Det var omöjligt att hålla regementena samlade. Inte en enda officer fanns det som kommenderade, och ingen som lyssnade på dem." | „ |
| – En rysk soldat. | |   |

Den ryska arméledningen övertogs av general Jakov Dolgorukov, som samlade den ryska högerflygelns spillror invid den kollapsade Kamperholmsbron. Med material från baracker och trossvagnar byggde ryssarna en vagnborg, som försvarades av de ryska gardesregementena. Dessa bjöd bittert motstånd när de anfölls av den svenska vänstra kolonnen, som även använde kanoner från Granatenhielms batteri för att förstöra borgen. Även här deltog Karl XII genom att kommendera sina trupper. Under kvällen anföll Maidels och Stenbocks bataljoner Trubetskojs läger, där ryssarna tog skydd i baracker och hyddor som fick erövras en i taget, vilket medförde förluster på båda sidor. Trubetskoj beordrade senare reträtt och anslöt sig till de ryska trupper som försvarade vagnborgen. Striden mot vagnborgen och det ryska lägret avslutades inte förrän klockan elva, då Dolgorukov och den ryska högerflygeln kapitulerade.
I nattmörkret började de uttröttade och utsvultna svenska soldaterna från den högra kolonnen att plundra de rika ryska förråden i lägret. Man fann där stora mängder brännvin, vilket flera av soldaterna drack sig kraftigt berusade på. I detta berusade tillstånd tog de svenska förbanden varandra för fiender och började beskjuta varandra, något man till slut lyckades få stopp på genom  att signalera till svenska musikanter att spela svensk marschmusik. Weides trupper var fortfarande starka och kunde utnyttja detta läge till att anfalla svenskarna, men en kurir från Dolgorukov uppmanade Weide att kapitulera. Vid tvåtiden på natten skickade Weide ett brev till svenskarna som löd:
| ”             | "Avskurna från armén vill vi ändå väl försvara oss till sista blodsdroppen, men om man erbjuder oss ett ackord som tillfredsställer båda sidor, vill jag generöst acceptera det." | „ |
| – Adam Weide. | |   |

Under natten hade ryssarna kapitulerat, men på grund av det stora antalet ryska krigsfångar som svenskarna skulle vara tvungna att bevaka, och det kaotiska läget bland de utmattade och berusade svenska soldaterna, valde Karl XII att öppna underhandlingar med de ryska officerarna. Detta slutade med att fritt avtåg medgavs först för den ryska högra flygeln, under villkor att de lämnade kvar fanor och kanoner, sedermera även för den vänstra under villkor att också de lämnade kvar handvapen och avmarscherade med sina huvuden blottade, då de ansågs inte ha kämpat tillräckligt hårt. Svenska sappörer tillsammans med ryska soldater började reparera den skadade Kamperholmsbron klockan elva, och nästföljande morgon den 21 november klockan fyra, var bron färdigställd. I en lång procession avmarscherade de ryska trupperna förbi bron, bevakade av svenska trupper som stod uppställda som en lång allé genom vilken de ryska trupperna tvingades tåga. Resterna av den ryska högerflygeln marscherade först över bron, pådrivna av svenska gardesbataljoner. När den ryska vänsterflygeln skulle gå över bron började de svenska och i synnerhet finska berusade soldater plundra och döda de ryssar som marscherade sist i leden.

## Förluster
Enligt rapporter var utgången för svenskarna i slaget sådant, att 31 officerare och 636 soldater stupat, och 66 officerare och 1 181 soldater skadats. Dessa döda och skadade utgjorde 18 procent av Karl XII:s armé. Flera soldater hade stupat på grund av vådabeskjutning under nattmörkret. En annan rapport hävdar att nästan 900 svenska soldater hade stupat. Runt 40 procent av de sårade kom senare att dö av sina skador, eller från de infektioner de ådrog sig genom att ha placerats tillsammans med de som var sjuka. Vidare blev generalmajor Johan Ribbing skjuten till döds, Rehnskiöld, Maidel och Stenbock sårade, och Karl XII:s häst dödad av en kanonkula. Karl XII befann i livsfara också när han under färden till den ryska vagnborgen råkade falla ner med sin häst i ett djupt dike, och var nära att drunkna där innan han drogs upp av sina soldater. Senare under natten hittade man även en muskötkula i hans halsduk.
Nästan hela den ryska armén hade antingen stupat eller tillfångatagits efter slaget, med undantag för de ryttare under Sjeremetevs befäl som lyckades fly över Narvafloden. 8 000 ryssar rapporterades ha stupat i strid, och 1 000 ha drunknat under flykten undan svenskarna i samband med att Kamperholmsbron kollapsade. Över 20 000 ryska soldater och underofficerare tillfångatogs och avväpnades, men blev senare frisläppta och fick fritt avtåga tillbaka till Ryssland. 23 000 av från början 37 000 ryssar lyckades ta sig tillbaka till rysk mark, vilket innebär att de ryska förlusterna uppskattningsvis uppgick till omkring 14 000; antingen genom att ha stupat i strid eller ha dött av kyla och hunger under den hårda marschen tillbaka till Ryssland.
I motsats till vad man hade kommit överens om i förhandlingarna, tog svenskarna tillfånga 700 ryska officerare, inklusive hertigen de Croÿ, Jakov Dolgorukov, Avtonom Golovin, Adam Weide, Ivan Trubetskoj, Ivan Buturlin, Alexander av Imeretien, det sachsiska sändebudet baron von Langen, Ludwig Nicolaus von Hallart, 10 överstar och flera överstelöjtnanter, majorer och kaptener. Dessa transporterades till Stockholm och Visingsö som krigsfångar, och kom att användas i framtida fångutväxlingar med tillfångatagna svenska officerare och ämbetsmän. Hertig de Croÿ blev kvar i fångenskap i Reval fram till sin död den 20 januari 1702, och på grund av sina stora skulder fick han ingen begravning.
Svenskarna erövrade också 171 fanor, 145 kanoner, 28 mörsare, 4 haubitsar, 24 000 musköter och den ryska tsarens krigskassa innehållande 32 000 rubel. Man kom även över stora mängder av ammunition, mat, tält och hästfoder.

## Efter slaget

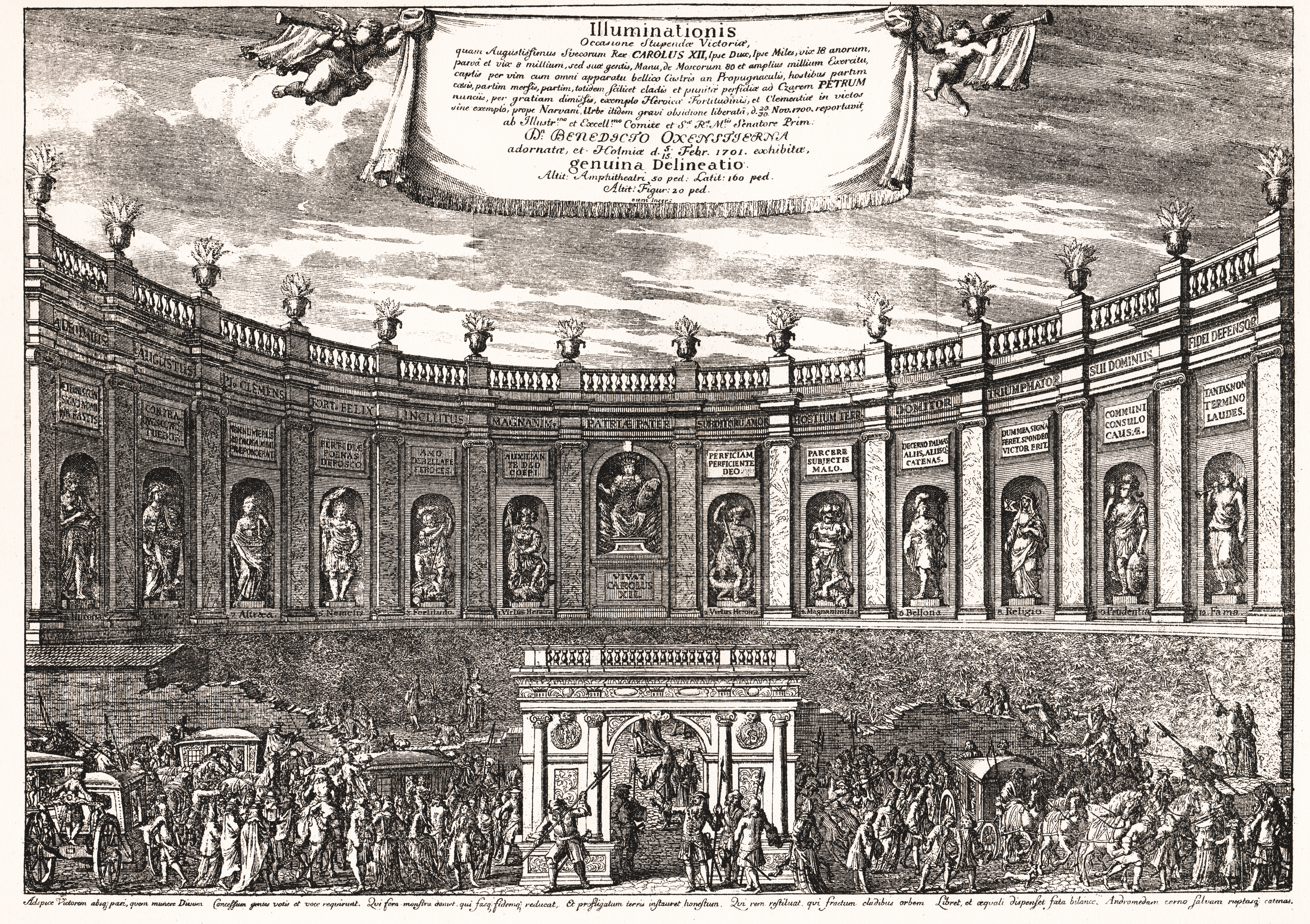
Segerfirandet i Stockholm 1701.

Slaget fick till omedelbar följd att ryssarna utrymde hela Ingermanland, och när de ryska befälhavarna som deltog i slaget tillfångatogs av svenskarna blev Peter I tvungen att bygga upp sin krigsmakt från början. Den 2 december intågade Karl XII och trupperna i Narva, där man firade segern med salut från fästningsvallen och gudstjänst i stadens kyrka. Både Henning Rudolf Horn och Magnus Stenbock befordrades till generalmajorer för sina respektive prestationer innan och under slaget. Segern gav stort eko över hela Europa. I Paris jublade folket på gatorna och den osmanske sultanen Mustafa II skickade kurirer med gratulationer till Karl XII. Mustafa uttryckte sin beundran över det "oförlikneliga hjältemod" med vilket Karl XII kastat tillbaka sina "trolösa grannar", och önskade den svenske kungen fortsatt framgång. Sultanen försäkrade att det alltid skulle göra honom ett stort nöje "att vidare höra, vad en sådan ung herre med Allahs hjälp månde uträtta". Den 5 februari 1701 hölls över hela Sverige en allmän tacksägelsedag, där man i bland annat Stockholm tände ljus i flera bostäder. På Brunkebergstorg byggde arkitekten Nicodemus Tessin en 25 meter hög träpyramid som lystes upp av 2 500 tranlampor, och på pyramidens fyra sidor stod Julius Caesars berömda ord: Ecce, veni, vidi, vici.
Svenskarna kunde med sin rygg skyddad vända sig mot sin tredje motståndare, Sachsen-Polen. Den svenska armén tog vinterkvarter i trakterna runt staden Dorpat, där Karl XII satte upp sitt huvudkvarter i det mer eller mindre förfallna slottet Lais. Han bodde i slottet och dess omgivande gårdar från december 1700 till mitten av maj efterföljande år, då förstärkningar från Sverige anlände. Karl XII och hans armé marscherade söderut till Riga under juni 1701 och fördrev den sachsisk-ryska armén i slaget vid Düna den 9 juli. Svenskarna fortsatte vidare in i Polen, där Warszawa och Krakow erövrades och August den starke besegrades i slaget vid Kliszów 1702. Karl XII besegrade Adam Heinrich von Steinaus armé i slaget vid Pułtusk våren 1703, och efter en tids belägring erövrade han staden Thorn. August var vid denna tid redo att sluta fred med Sverige, men Karl XII ansåg att han kunde få ett större inflytande i Polens inre angelägenheter genom att avsätta August och placera en allierad kandidat på den polska tronen. År 1704 kröntes Stanisław Leszczyński till ny polsk kung och fred slöts mellan Polen och Sverige i november 1705, vilket tvingade August att inleda nya krigsrörelser i Polen vid Rysslands sida (ett fördrag slöts i Narva mellan August och Peter I under sommaren 1704). Det av detta resulterande inbördeskriget i Polen (1704–1706), och fälttåget mot Grodno (1705–1706) slutade med en förlust för August. Efter Rehnskiölds seger i slaget vid Fraustadt den 3 februari 1706, gick Karl XII in i Sachsen och tvingade August att avstå den polska tronen och erkänna den nya ordningen i Polen genom freden i Altranstädt.

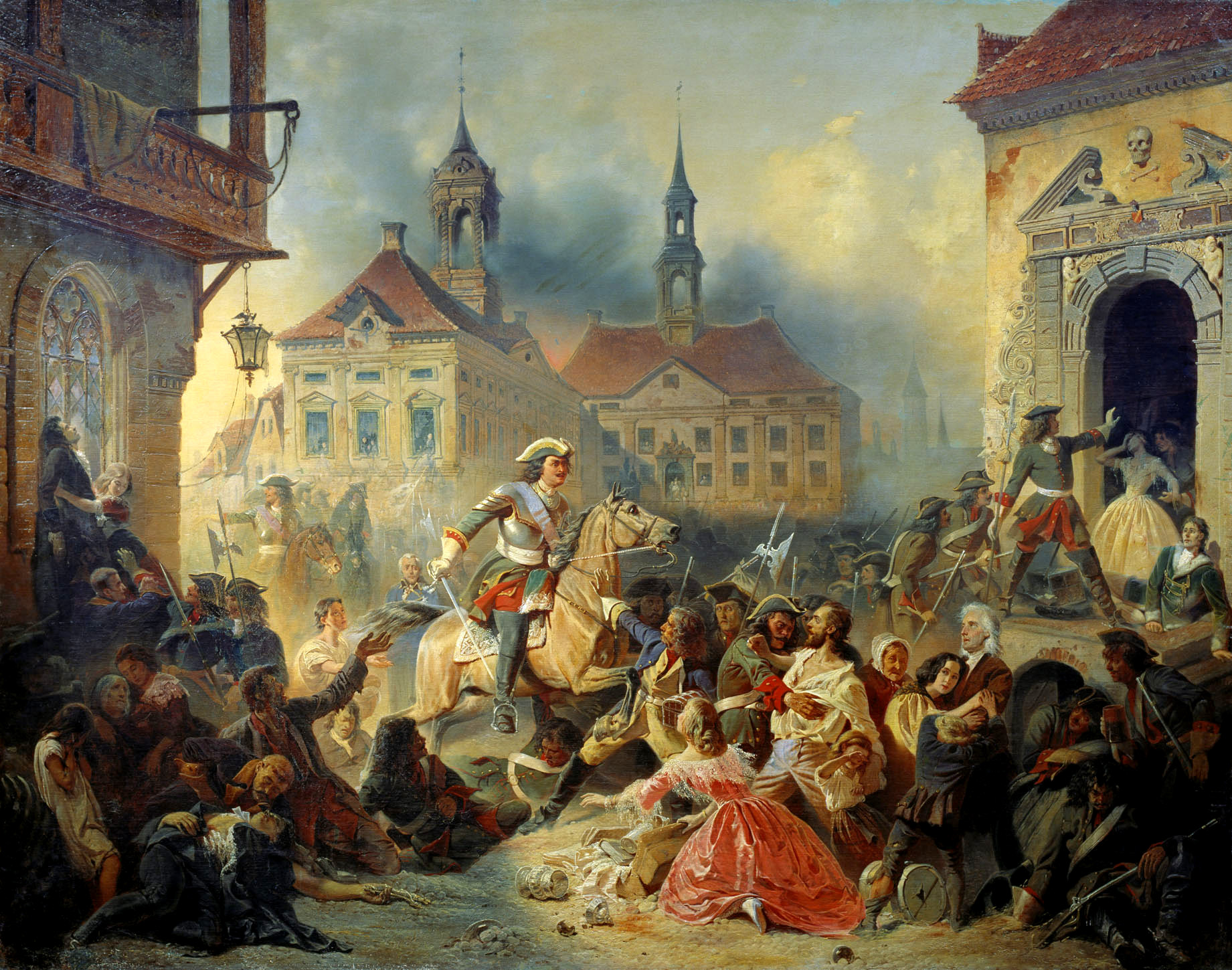
Peter I stoppar sina soldater från att massakrera de svenska försvararna i Narva. Målning (1859) av Nikolaj Sauerweid.

Under tiden som Karl XII stred mot Sachsen-Polen, tog Peter I tillfället att omgruppera och omorganisera sina trupper, och göra ett förnyat fälttåg mot de baltiska provinserna. Efter ryssarnas segrar vid Errastfer, Hummelshof och Nöteborg fick de tillgång till Ingermanland 1703, där Peter I erövrade den svenska fästningen Nyenskans som bevakade floden Neva. Där kunde han grunda staden Sankt Petersburg, döpt efter hans skyddshelgon aposteln Petrus. Tack vare general Adam Ludwig Lewenhaupts segrar mot ryssarna i slagen vid Saladen,  Jakobstadt och Gemauerthof kunde Sverige behålla sina baltiska provinser, innan Karl XII skulle påbörja sitt fälttåg mot Moskva. I juli 1708 korsade Karl XII den ryska gränsen och besegrade Peters styrkor i slaget vid Holowczyn. I slaget vid Lesna led Karl XII sin första förlust efter att Peter hade besegrat Lewenhaupts svenska armékår, som marscherade med nödvändig proviant från Riga. Ryssarna använde den brända jordens taktik för att nöta ner Karl XII:s huvudarmé, och en hård vinter drabbade hela Europa och fick åtskilliga soldater på båda sidor att frysa ihjäl. Karl XII var därmed tvungen att ge upp sin fortsatta marsch mot Moskva och i stället gå söderut mot Ukrainas bördiga slätter. I maj 1709 belägrade Karl XII den ryska staden Poltava, som under sommaren undsattes av Peter I:s armé. Den 28 juni samma år stod det avgörande slaget vid Poltava, där Peter I vann sin största seger mot Karl XII och, i samband med den svenska huvudarméns kapitulation vid Perevolotjna, markerade slaget början på Sveriges slutgiltiga nederlag i kriget och slutet för Sveriges tid som stormakt.

### Narvas erövring
Fyra år efter slaget genomförde Peter I ett nytt försök att erövra Narva. Sjeremetevs armé på 20 000 man erövrade Dorpat den 14 juni 1704. Den 28 juni belägrade Sjeremetev Narva, där garnisonen under Horns befäl bestod av 3 800 fotsoldater och 1 300 ryttare. Ryssarna stormade Narva den 10 augusti och massakrerade några av stadens svenska invånare innan Peter I stoppade dem. Horn, flera av hans officerare och ett stort antal svenska soldater togs tillfånga, och cirka 3 200 i garnisonen stupade eller sårades, medan ryssarna förlorade upp till 3 000 soldater under belägringen och den efterföljande massakern. Den 1 september svor stadens medborgare trohet till Peter I i Narvas rådhus. Narva blev därmed en rysk stad, tillsammans med hela Estland och Livland efter dessas kapitulation under sommaren 1710, och blev en del av det nyetablerade guvernementet Estland.

## Minnesmärken och kulturella referenser
År 1900, 200 år efter slaget, byggde Preobrasjenenskij- och Semjonovskijregementena ett minnesmärke till de ryska soldater som stupade i slaget. Minnesmärket som är placerat på en liten kulle, består av en granitsockel med ett kors på toppen. Inskriptionen lyder: Героям-предкам, павшим в бою 19 N0 1700 (sv. "Våra heroiska förfäder som stupade i strid den 19 november 1700"). År 1936 uppfördes ett svenskt segermonument i form av en lejonstaty utanför Narva. Detta förstördes av rysk artillerield 1944 under slaget vid Narva mellan tyskar och ryssar under den ryska ockupationen. Ett nytt monument invigdes i oktober 2000 av den dåvarande svenska utrikesministern Lena Hjelm Wallén efter att Svenska Institutet startat en insamling. På sockeln står MDCC (1700) samt Svecia Memor (Sverige minns). Åren efter slaget slogs flera medaljer till åminnelse av slaget, dels en av kungliga Myntet graverad av Arvid Karlsteen, dels en silvermedalj graverad av Philipp Heinrich Müller. Slaget gav upphov till gatunamnet Narvavägen i Östermalm i Stockholm, och även i Falkenberg, Hjo, Jönköping, Lund, Vaggeryd och Västerås.
En av de mest framträdande målningarna tillägnad slaget är friherren Gustaf Cederströms nationalromantiska verk Segern vid Narva från 1905, som föreställer en grupp kapitulerade ryssar, omringade av svenska soldater som lägger sina fanor och standar framför Karl XII. Den inköptes 1906 med bidrag från privatpersoner genom riksmarskalk Fredrik von Essen och innehas av Nationalmuseum i Stockholm. David von Krafft gjorde en målning tillägnad Karl XII och dennes seger vid Narva; en målning som visar kungen iförd peruk, plymascherad hjälm och hermelinsmantel, samt ridande som triumfator över sina slagna motståndare. Daniel Stawert gjorde en bataljmålning av slaget 1701 som hänger i Generalsalen i Drottningholms slott. Ett kopparstick av Peter Schenk från 1701 visar när svenskarna bryter sig in i ryssarnas förskansningar, där ett vilt handgemäng försiggår; till vänster i förgrunden syns Karl XII till häst, inför vilken det ryska generalitetet nedlägger sina värjor. Andra bataljmålningar av slaget har målats av Henric Ankarcrona, Otto August Mankell, Alexander von Kotzebue, Johan Henrik Schildt, Johan Lithen, Romeyn de Hooghe och Mikhail Y. Shankov.
Slaget har hyllats i flera svenska nationalromantiska skrifter, där Karl XII framställs som hjälte. Bland dessa finns dikten Med Guds hjälp vilja vi strida av en okänd författare, som berättar om tsar Peters belägring av Narva och Karl XII:s seger över honom. Esaias Tegnér skrev hyllningsdikten Karl XII, där inledningsorden Kung Karl, den unge hjälte skildrade kungen som hjältefigur i striden vid Narva. Dikten tonsattes av Otto Edvard Westermark 1818 och arrangerades för manskör av Eric Jacob Arrhén von Kapfelmann. Skalden Gunno Dahlstierna skrev 1701 en hyllningsdikt till Karl XII vid namn Giöta Kiämpa-wisa. Dikten skildrar allegoriskt hur den vackra jungfrun Narwa avvisar friaren Pädars (Peters) närgångna inviter eller påträngande propåer och räddas av sin trolovade kung Carl. År 1927 skrev historikern Ingvar Andersson en analys om dikten i sin bok Göta kämpavisa och dess skildring av Narvaslaget. Narva nämns i dikterna Konungen och Björneborgarnas marsch, skrivna av Johan Ludvig Runeberg och som ingår i diktverket Fänrik Ståls sägner; i visan För se han va´ så djäkla stark skriven av Anton Nyström i hans bok Karl XII och sammansvärjningen mot hans envälde och liv; samt i den 76:e strofen av Anders Odels propagandaverk Sinclairvisan.
Erik Gustaf Geijer skrev dikten Viken, tidens flyktiga minnen den 30 november 1818 till högtidlighållandet av 100-årsminnet av Karl XII:s död, och därför ofta kallad Karl XII:s marsch vid Narva och Narvamarschen. Dikten arrangerades och tonsattes för kör av Johann Christian Friedrich Haeffner. Melodin används som traditionell sorgmarsch vid statsbegravningar i Finland under namnet Narvan marssi (Narvamarschen). Folkmusikgruppen Silfver spelade in marschen i sitt debutalbum Silfver från 2012. Anders von Düben den yngre skrev melodin Balett bemängd med sång, även kallad Narvabaletten; melodin används av Militärhögskolan Karlberg som deras officiella marsch, under namnet Narvamarsch. Ensemble Laude Novella framförde dikten Med Guds hjälp vilja vi strida och Sinclairvisan i sitt album Ekon från Poltava från 2008. Slaget gav dessutom upphov till flera vikingarocklåtar. Karolinerna gjorde låten November år 1700, som finns med både i samlingsalbumet Carolus Rex VI från 2002 och i Karolinernas eget album med samma namn från 2003. Midgårds Söner gjorde låten Slaget vid Narva, som finns med i albumet Carolus Rex 2 från 1996. Narva nämns i låtarna Knekt och Karolin av Ultima Thule och i Karl XII av Odins Änglar.
År 1995 skrev Björn Holm romanen Narva, som skildrar slaget från fyra soldaters perspektiv: musketerarna Klas Tidlös och Petter Rungren från Närke-Värmlands regemente, kapten Peter Rosenthal från Livgardet, och kapten Jean Hummert från Preobrazjenskijregementet. Slaget skildrades i John W. Brunius mastodontfilm Karl XII från 1925. Narvascenerna spelades in i mitten av maj 1924 vid Gamla Uppsala, där Narva och dess fästning rekonstruerades som en kuliss på en ås. Upplands artilleri- och infanteriregementen samt ett husardetachement deltog i inspelningen. Uniformer, standar och rekvisita till inspelningen kom från Herman Raschs verkstad i Stockholm, och kanoner, gevär och andra vapen från Artillerimuseum, Uppsala slott och andra statliga samlingar.

## Ögonvittnesskildringar
Här nedan följer ett antal ögonvittnens skildringar av händelseförloppet i slaget vid Narva:
| ” | Farligheterne äro wed sådana tillfällen stora och många; men det är för en soldat intet bättre råd än gå braff uppå, med godt conduite [uppträdande], och låta ankomma på lyckan, ty efwen så snart skiutes den efftersta som den första. Jag war hwarken med de främsta eller efftersta; stycke- [kanon] och andra kuler har iag sedt och hört; 2:ne blefwit skutna en wid min sijda, den andra bakom mig, utan att ett hår på mig blef skadat, eller att iag tyckte det skulle kunna hända. Gudj bör derföre ähran. Och alltså kan iag wähl see af det lilla mig är händt, hwad en soldat kan wederfaras; han risquerar, men ibland så många större hopp att slippa, och den som faller måtte då troo att det så warit praedestinerat [förutbestämt]. Mädan wij satte oss kom en stycke kuhla som passerade hehla arméen och slog den efftersta mannen i andra Linien. Alltså är det intet åth att wara den efftersta, eih eller att berömma sig deraf att man warit den första. | „ |
| – Josias Cederhielm, Ur Josias Cederhielms dagbok. Cederhielm var friherre och ämbetsman inom Karl XII:s fältkansli. Efter slaget vid Poltava hamnade han i rysk fångenskap och kom hem till Sverige 1722. | |   |

| ” | Jagh kan säga, att det gek skarpt till, och huru geswindt de lade deras styken kan tu aldrig tro, och huru långt de skiöto medh deras musqueter, ty deras krut är mycket starkare än wårt, och det war wår lyka, ty gudh jorde, att deras skått geck myket öfwer. Och tå bruto wi oss in; hela deras tranchementer [befästningar] woro öfwer 3 alnar höge medh brede grafwar uthom och så jupe medh watten, att det stodh en karl up till medjan fulle medh watten, och hela deras tranchement war medh spanske ryttare besatte; så halp oss gudh att wi komo inom deras tranchementer, medh liten förlust af wåra. Tu må tro att det galt på, att göra neder ryssar, lika som man plägar göra af medh tettingar [insekter] på Stora Säby. | „ |
| – Carl Magnus Posse, Ur Carl Magnus Posses brev till sin bror Nils Posse, daterat 9 december (SS) 1700 i fältlägret vid Narva. Posse var kapten vid Livgardet, och senare överste. Efter kapitulationen vid Perevolotjna hamnade han i rysk fångenskap och dog i Moskva 1715. | |   |

| ” | Den 20 November. klockan 2. efter middagen geck gestabudet an, då vi aldraförst begyntte att gå på med våra stycken och i det samma att våra gick på att attaquere en stark och tjock snöil som låg våre på ryggen och så betäckte att fienden intet kunde se oss på 40. steg ifrån sig och derföre blefvo ock våre intett skade af Ryske styckerne och kan ej seja att vi litet eller intett folk förlorade innan vi vore inne och dhet på en kort stundh straxt gaf fienden sig på flyckten alt till sin högra flygel derest bron var öfver strömmen. NB den gick sedan sönder af det myckna folket. [...] och på slutet feltes krut och kuhlor så att soldaterna sådana ammunitions sorter utur Ryss tältten nu som våre på alla kantter träffade alt intill blå mörkret så kommo väl våra i någon confusion [förvirring] och dhess utan slog dhe Finnarne och andre soldater medh, på marod och fylleri; men som ingen menniskja kan tillägna sig dhenna stora Action uthan Guds hand har alt gjordt så gjorde Gud ock att Ryssarne af frucktan för total undergång och dödande, hälst sedan bron gick för dhem sönder sände om midnatstidh tvenne af sine Herrar til oss begjerte pardon på nådh och onåde; och accorderade dhem Konungen pardon för sitt lif men gevär och fanor skulle läggas neder. Dhet ock morgonen skedde och var dhet öfver 14.000. Ryssar som lade gevär neder och lemnade dhe et läger så rijcht af alla sorter som någonsin något läger än varit på många åhr tillbakas. | „ |
| – Carl Cronstedt, Ur Carl Cronstedts brev till kyrkoherden i Husby i Dalarna, magister Jacob Troilius, daterat 6 december (SS) 1700 i Narva. Cronstedt var artilleriadjutant inom Artilleriregementet, och senare generallöjtnant. | |   |

| ” | Och i detsamma som vi fick si varandra, så stannade de såväl som jag; och när som jag märkte, att de lika som häpnade, fattade jag modet och tecknar med min karbin, att de skulle taga gevär av axlen, vilket ock deras capitain straxt kommenderade, då jag fant mig hava spelet vunnet. Sedan tecknade jag, att de skulle sätta för fot, och sedan, att de skulle lägge ned gevär. Och när som det var beställt, så tecknade jag på min värja och gehäng, att de skulle ta det av och lägga var på sin musköt, som de stog i rotar och leder. Sedan lät jag dem taga sina bantler och lägga på var sin värja och musköt. Och när som allt var beställt, så tar jag min hatt och sätter under armen, då var och en, så väl officerare som gemena, gjorde detsamma, då jag gjorde en vink, att de skulle gå dit, som Hans Excellens (Arvid Horn) höll med drabanterne. | „ |
| – Patrik Thompson, Ur Patrik Thompsons dagbok, då han dagen efter slaget råkade stöta på en rysk patrull som aldrig deltog i slaget. Thompson var en av Karl XII:s drabanter, och senare överste. | |   |

## Galleri

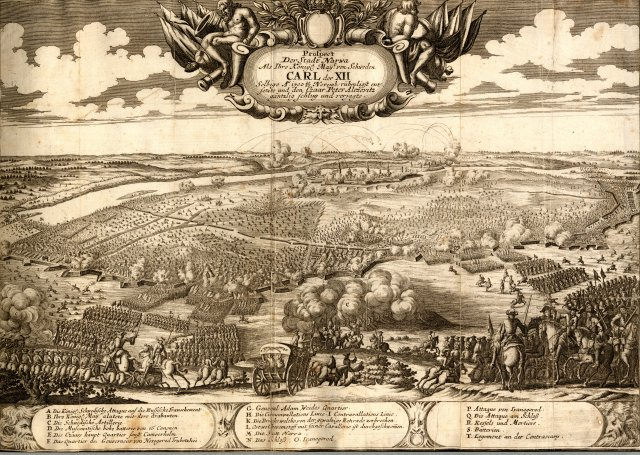
Illustration av de svenska kolonnernas marsch i Johann Christoph Brotzes bok Sammlung verschiedner Liefländischer Monumente.
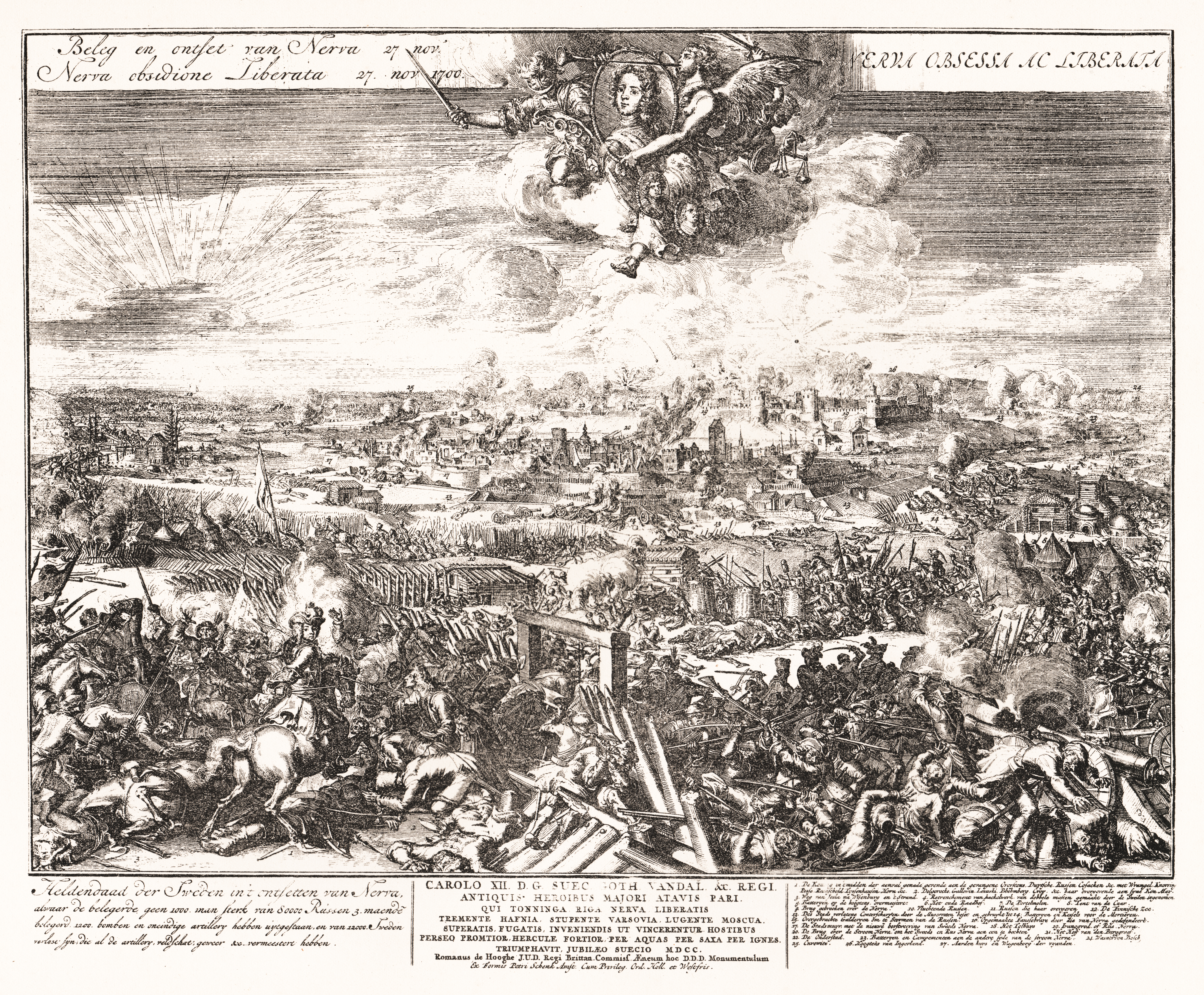
Svenska och ryska soldater i handgemäng. Kopparstick av Peter Schenk från 1701.
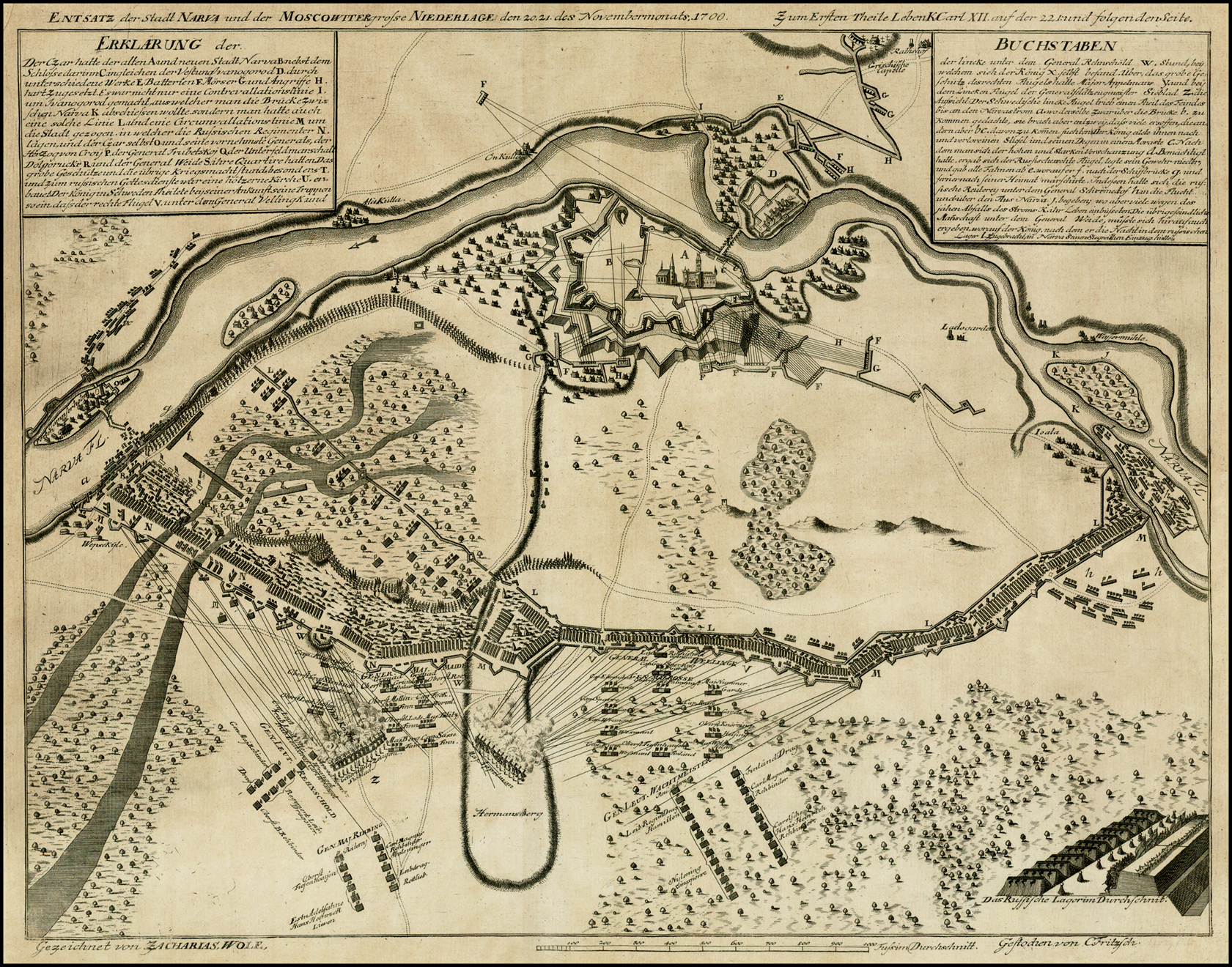
Johann Christoph Brotzes karta som visar den befästa staden Narva, den ryska befästningsvallen och de svenska truppförflyttningarna.
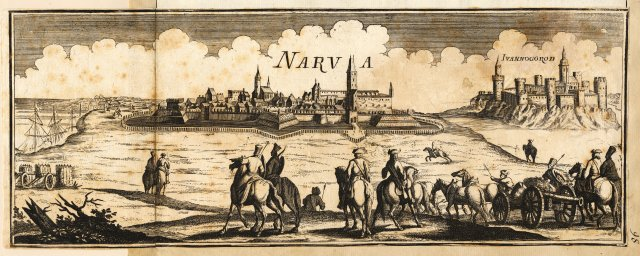
Illustration av den befästa staden Narva och fästningen Ivangorod. Illustration av Johann Christoph Brotze.
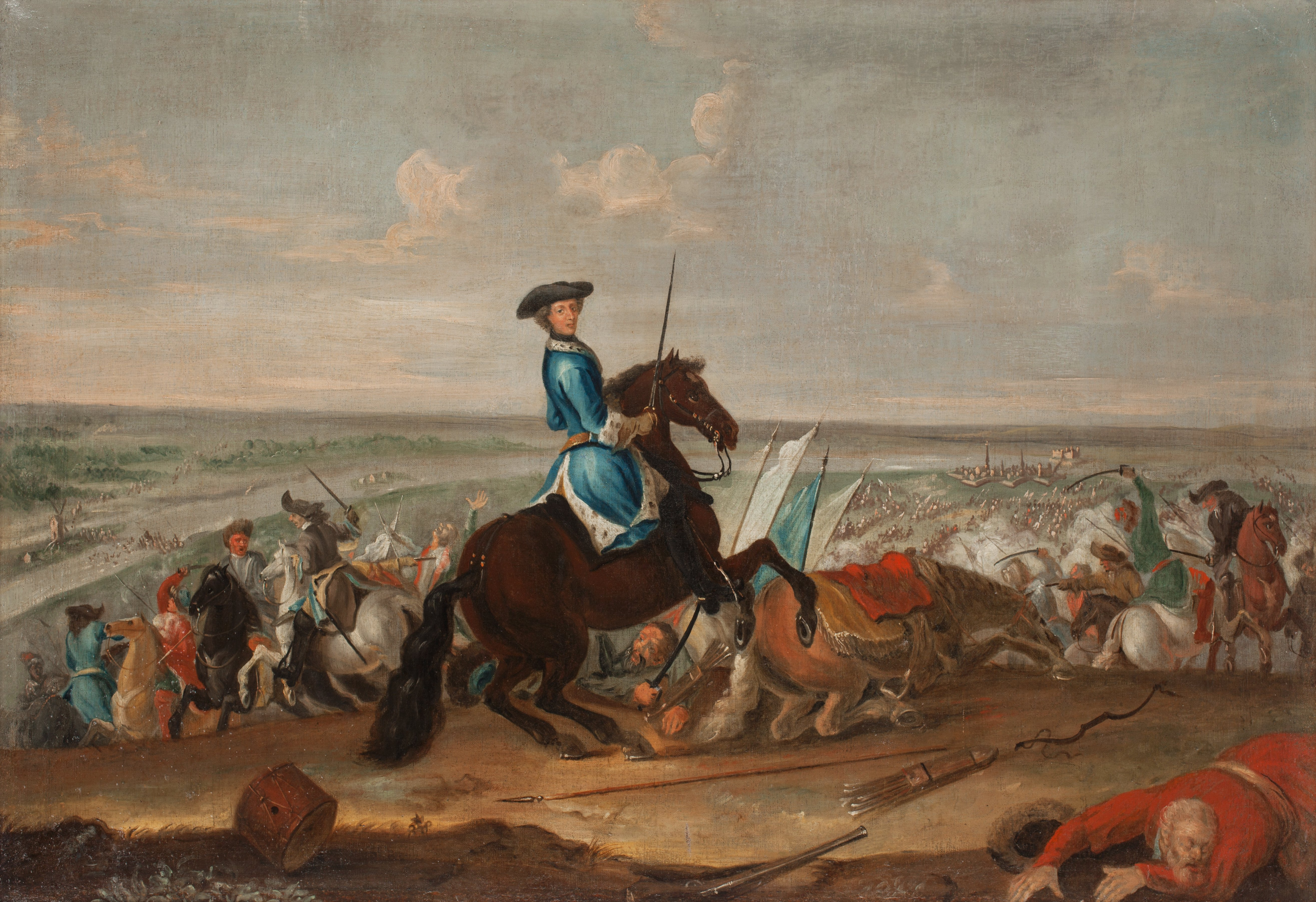
Karl XII vid slaget vid Narva. Målning av David von Krafft.
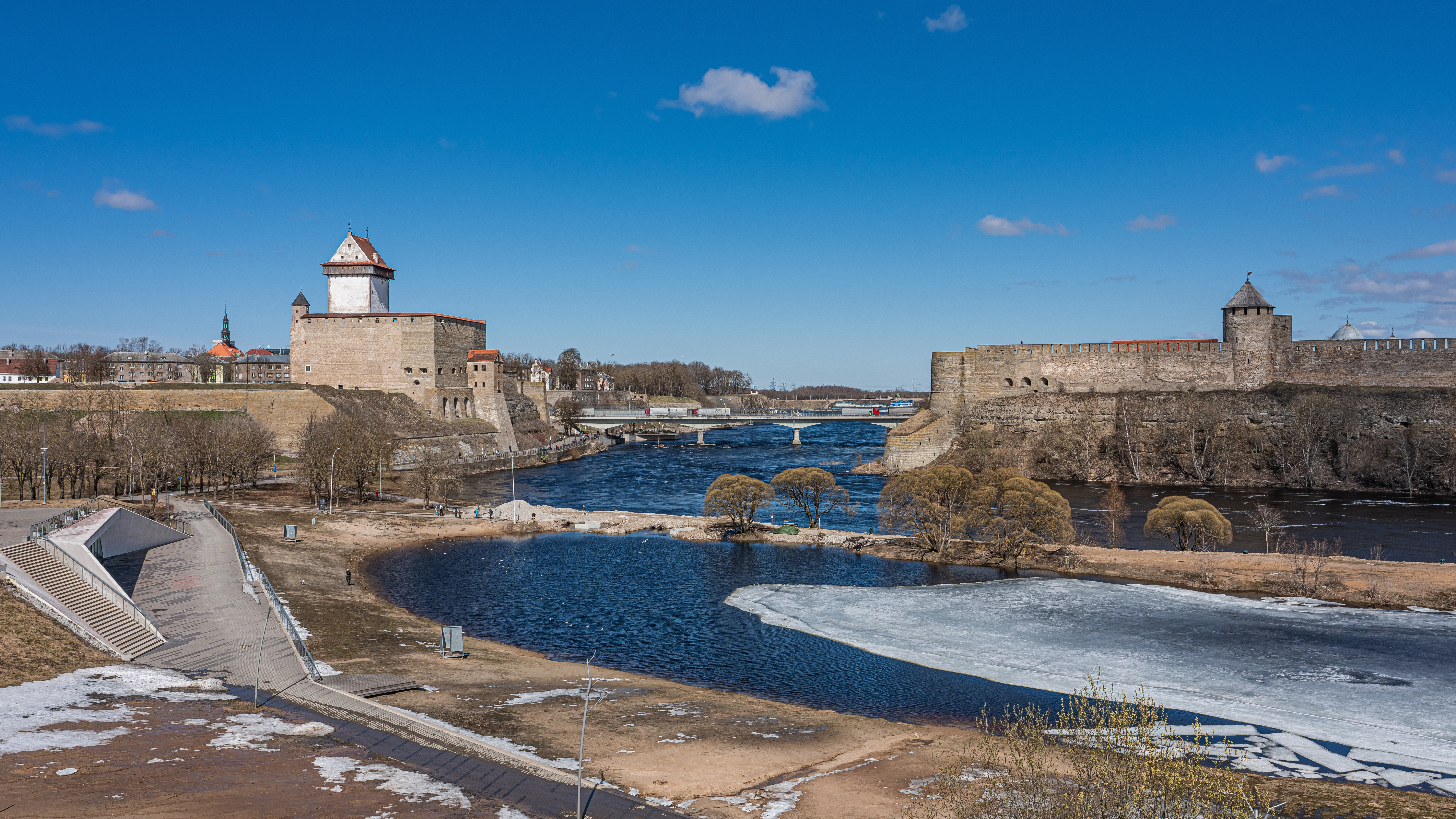
Fotografi av Hermannsborg och fästningen Ivangorod. Narvafloden flyter mellan dem, som bildar gränsen mellan Estland och Ryssland.
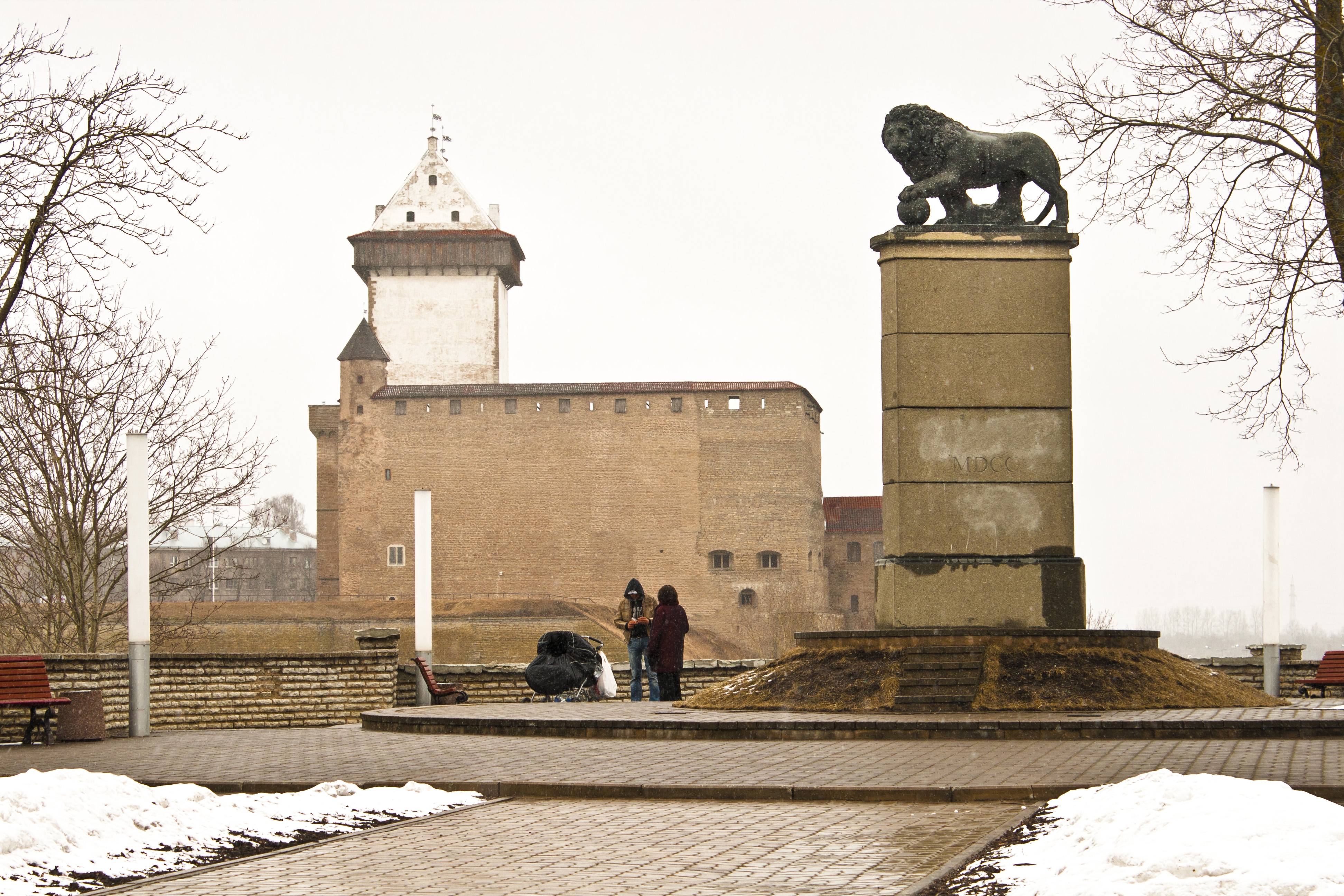
Svenska lejonet i Narva, med Hermannsborg i bakgrunden.
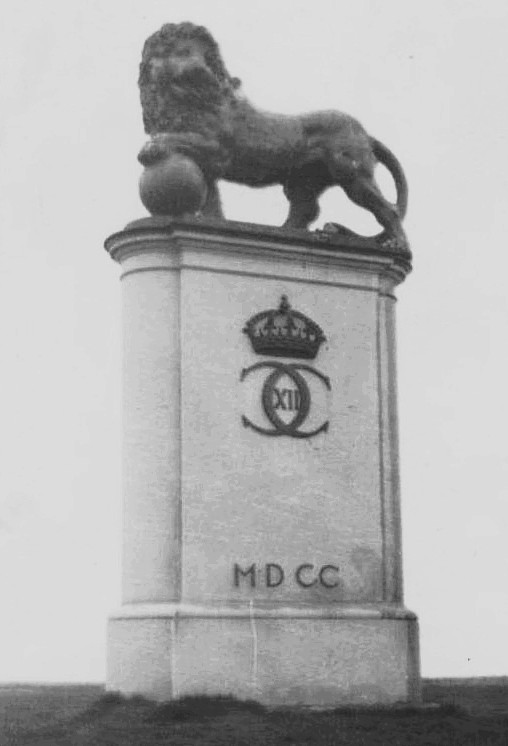
Den första statyn från 1936, innan den förstördes 1944.
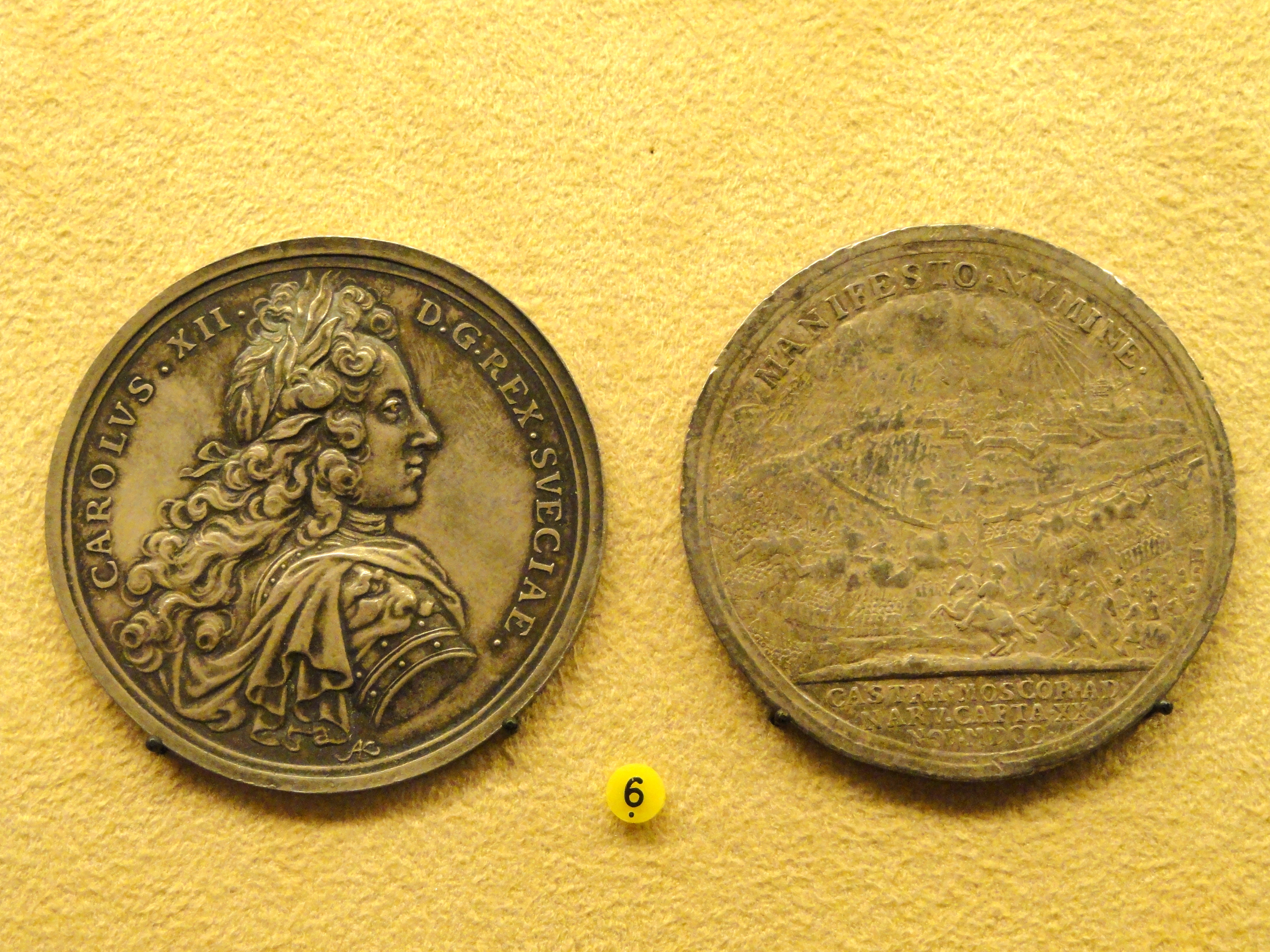
Medalj slagen till åminnelse av slaget.
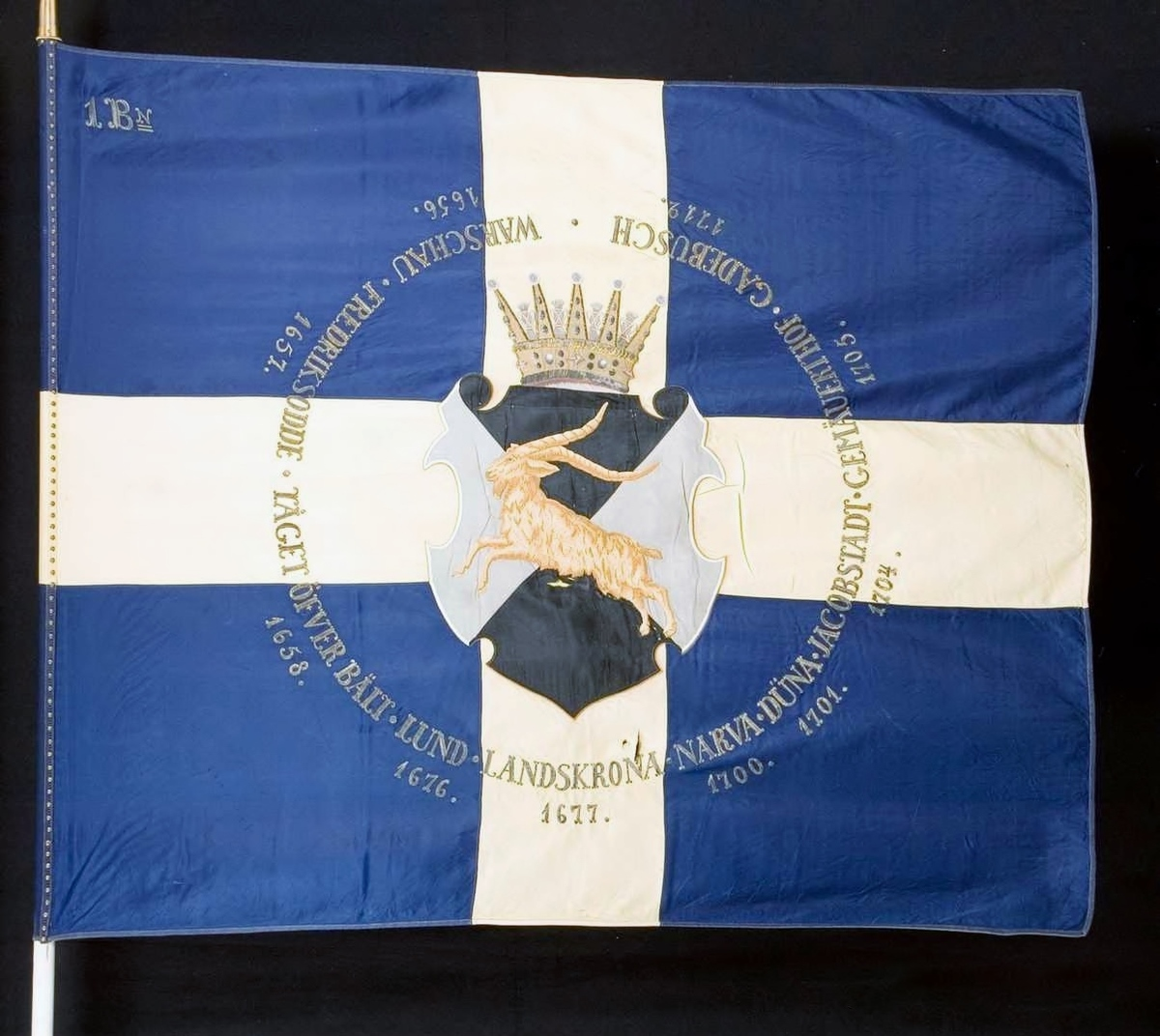
Bataljonsfana m/1897, för Hälsinge regementes 1:a bataljon, med slaget vid Narva som segernamn.
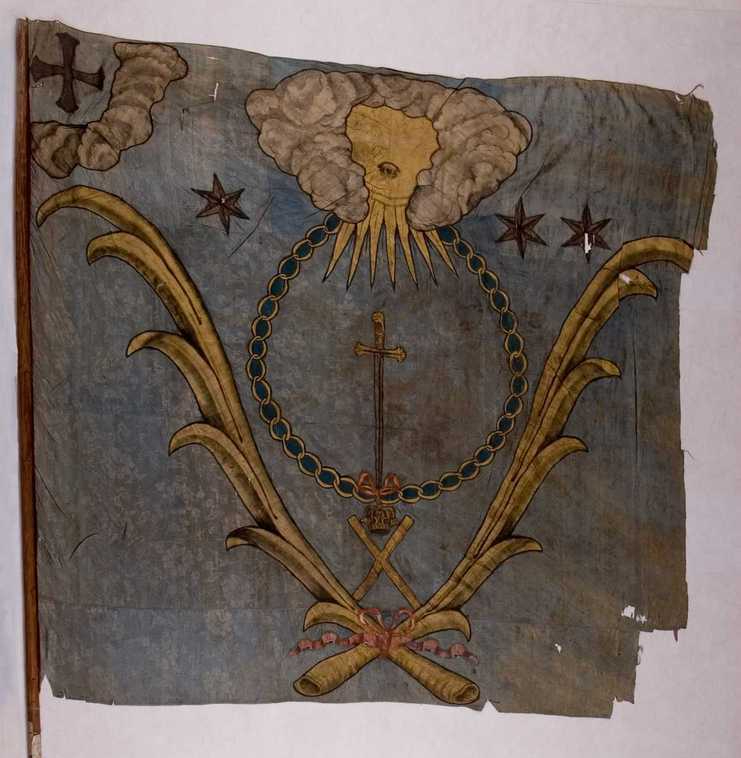
En kompanifana för Semjonovskijregementet, tagen som trofé under slaget. Förvaras i Armémuseum.
Ryska mässkåpor. Krigsbyten från slaget. Utställda på Livrustkammaren.
Rysk livrock (Sakkos). Krigsbyte från slaget. Utställt på Livrustkammaren.
Tsar Peters slup. Krigsbyte från slaget. Utställt på Livrustkammaren.
Tsar Peters sabel. Krigsbyte från slaget. Utställt på Livrustkammaren.
En gulddosa med blykula, som sägs vara den muskötkula som hittades i Karl XII:s halsduk efter slaget. Utställt på Livrustkammaren.